# يو بو
يو بو (بالصينية: 于波) هو ممثل صيني، ولد في 22 يوليو 1976 في الصين.

## وصلات خارجية
- يو بو على موقع IMDb (الإنجليزية)